# Triepeolus utahensis
Triepeolus utahensis är en biart som först beskrevs av Cockerell 1921.  Triepeolus utahensis ingår i släktet Triepeolus och familjen långtungebin. Inga underarter finns listade i Catalogue of Life.